# Directeur artistique
Le directeur artistique (anglais : artistic director) est le garant de l’identité artistique (ton, style, genre, ambiance...) d'une structure culturelle et artistique (établissement, compagnie de théâtre, orchestre, festival, événement, association, lieu de diffusion, média culturel, album musical, pièce de théâtre ou d'opéra, spectacle de cirque ou de danse, etc.). Il définit les caractéristiques artistiques, choisit, construit et coordonne l’ensemble de l’offre culturelle et de sa production, qu’il s’agisse d’une programmation artistique à créer et développer, d’artistes, de morceaux musicaux, de spectacles, de pièces de théâtre, d'émissions ou de films à produire ou diffuser. Il donne une cohérence à la structure et aux projets à mettre en place. Il participe non seulement aux choix de programmation, mais aussi à la convergence de la communication avec les choix artistiques. Il est celui qui définit et met en œuvre la ligne directive artistique globale à suivre, tout en encadrant l'ensemble du personnel de production et de création artistique.
Dans les établissements culturels, du spectacle vivant et de la mode, le poste de directeur artistique est considéré comme extrêmement important, car à travers ces sélections artistiques et productions, il forge l'image de l'établissement dont il est le principal représentant artistique auprès des médias, de la profession et du public. De ce fait, il est souvent plus connu et médiatisé que le Directeur Général ou administratif.
Dans les domaines de la publicité, de la communication et du multimédia, le directeur artistique est le responsable de la création de l’identité visuelle (logotype, format, photographie, vidéo, couleurs, graphisme, etc.) d’une publication, d’un projet multimédia, d’une campagne de publicité, d’une production cinématographique ou audiovisuelle, d'une marque, d'une entreprise... et coordonne son déploiement sur différents supports. Il travaille pour une agence de communication, une maison d'édition, une société de presse, ou n'importe quel type d'entreprise ayant besoin d'un service important de communication.
Ainsi, les missions d'un directeur artistique varient beaucoup selon le type de structure qui l'emploie.

## Dans les structures culturelles

### Art et spectacle vivant

#### Fonctions
Le rôle du directeur artistique est de permettre à une structure, un évènement ou un artiste d’acquérir une identité artistique reconnaissable. Dans un établissement culturel et de spectacle vivant, en tant que membre de premier plan, il a un rôle primordial et très polyvalent ; il est le conseiller artistique du directeur général, avec qui il travaille en étroite collaboration. Tel un producteur, il gère et supervise toute la partie préproduction et répétitions. Ainsi, il dirige et met en œuvre les différents maillons de la chaîne de conception et de production artistique, et participe à la gestion budgétaire et administrative de tout ce qui s'y rattache. Ses responsabilités peuvent alors inclure l'embauche et l'encadrement de personnel de création et de production (artistes, directeur technique, directeur de production, chorégraphe...), la conception et le suivi de la programmation et coordination de la planification des activités artistiques, le choix du matériel mis en scène au cours d'une saison : au théâtre par exemple, il peut décider de favoriser des pièces exprimant la personnalité contemporaine voulue de l'entreprise ou son engagement à présenter des classiques ancestraux. Il peut aussi être impliqué dans le développement de tous les programmes de performance au sein de l'entreprise, y compris les programmes éducatifs et les engagements spéciaux comme le développement des partenariats artistiques et culturels (coproductions, tournées, activités pédagogiques et associatives, etc.),,.
Parfois, le DA peut être amené à recruter des artistes / interprètes pour constituer un vivier de talents pour les productions d'une société ou pour étoffer son propre carnet d'adresses. Cet ensemble peut inclure des acteurs, réalisateurs, dramaturges... — pour résumer, des artistes de diverses disciplines dont il suit la carrière et l'évolution. Cela implique donc qu'il soit à l'affût là où il faut et au bon moment pour détecter les nouveaux talents (concerts, spectacles, Internet...). Dans le milieu de la musique, le terme A&R (Artist and Repertoire) est parfois utilisé pour désigner la personne qui occupe cette fonction,. Le directeur artistique agit en tant que leader de ce groupe d'artistes, parfois même de formateur (ex. : en danse), dans le but de créer ou de réaliser diverses œuvres nouvelles et établies. Il sert également de ressource pour ceux qui travaillent à monter des productions, et peut fournir un soutien, des conseils ou une contribution artistique.
Très souvent, le directeur artistique est lui-même artiste, et peut agir comme tel en plus de ses autres fonctions ; il peut aussi élaborer de nouveaux concepts artistiques. Au théâtre par exemple, il est souvent dramaturges ou metteur en scène. Dans un orchestre, ce rôle est souvent tenu par le chef d'orchestre qu'on appelle aussi directeur musical,,. Dans le milieu du ballet — et de la danse en général —, Il est presque toujours un danseur à la retraite, et est parfois le propre chorégraphe de certaines productions de l'entreprise ou de la troupe qu'il dirige, comme le chorégraphe italien Ivan Cavallari, actuellement[Quand ?] directeur artistique de la compagnie des Grands Ballets canadiens, après avoir occupé la même fonction à l'Opéra national du Rhin.
Par ailleurs, le DA a un rôle de personnalité publique ; considéré comme le responsable et représentant artistique principal d'un établissement, tout comme le porte-parole des artistes et créateurs, il participe à des activités promotionnelles pour une salle, un événement, un artiste, un album, etc., notamment en parlant avec les médias et en communiquant avec des commanditaires corporatifs et des dirigeants communautaires, dans le but d'attirer le public grâce à une interaction positive.
Si le directeur artistique a beaucoup de liberté, il doit toutefois répondre au conseil d'administration pour le succès ou l'échec d'une saison de production. Il est jugé non seulement par la qualité des productions et programmation, mais aussi par les recettes au guichet générées par chaque spectacle, par les retours médiatiques et le nombre d’œuvres ou d'artistes récompensés, par exemple aux Molières. Du fait de son rôle primordial, et du fait d'être plus médiatisé que le directeur général, le DA est fréquemment présenté comme étant « le directeur » ou « le patron », ou, dans le milieu de la mode et du design, « le créateur »,. Certains directeurs artistiques ont une influence telle, qu'ils ont une réputation internationale et sont de véritables célébrités. comme Karl Lagerfeld, directeur artistique de la maison Chanel,,.

#### Recrutement
Dans les structures privées, le directeur artistique est généralement nommé par le directeur général, qui est son supérieur hiérarchique direct ; mais parfois, il peut être désigné par le conseil administratif de la structure. Toutefois, il est fréquent, notamment dans les petites organisations, que le directeur artistique soit aussi le directeur général ou le fondateur, comme l'acteur Pascal Vergnault, fondateur et directeur artistique du Théâtre pour deux mains, ou encore le chef d'orchestre Philippe Hui, directeur artistique et fondateur de l'orchestre de la Philharmonie des Deux Mondes.
Dans les structures publiques, s'il s'agit d'un établissement national, le directeur général (ou administrateur général à la Comédie-Française) tient aussi le rôle du directeur artistique ; il est élu par le ministère de la culture pour une durée de trois ans, renouvelable deux fois,. Dans les structures culturelles régionales ou municipales, le directeur artistique peut être élu par un conseil collectif, tout comme le directeur général/délégué quand il y en a un. Le DA peut être amené à suivre le programme politique culturel national ou régional, en travaillant en liens étroits avec les élus, et en participant à la mise en œuvre du projet culturel global de la ville ou région. Il doit également fournir un bilan d’activité régulier à la collectivité ou au ministère de la culture pour les établissements nationaux.
Enfin, le directeur artistique peut aussi être un travailleur indépendant.

### Cinéma

#### Dans le système anglo-saxon
Dans l'industrie cinématographique anglo-saxonne, le directeur artistique est un chef décorateur aux responsabilités étendues. Il est chargé de l'aspect visuel, esthétique et artistique d'un film. Il collabore notamment avec le chef opérateur, le chef costumier ou le styliste, tout en supervisant le travail des ensembliers et accessoiristes comme tout décorateur. Son activité est aussi administrative : il gère le budget et l'agenda des différents métiers qu'il dirige.
Le directeur artistique (art director) est celui qui conduit le processus de conception, depuis les esquisses jusqu'au décor fini. Il chapeaute et dirige le département artistique, servant d'interface avec tous les autres départements, [...] supervise la fabrication des décors et contrôle toutes les dépenses et les budgets de son département. 
Selon Michael Rizzo dans The Art Direction Handbook for Film, « bien que [l']implication créatrice [du directeur artistique] soit essentielle pour mettre en œuvre les idées du production designer, la totalité de la responsabilité en matière de conception du design repose uniquement sur ce dernier. »

##### Production designer
Les responsabilités du directeur artistique et son champ d'action s'étant accrus avec le temps, le terme de production designer (traduit par « concepteur de production », « architecte de plateau », « architecte-décorateur » ou « superviseur artistique ») a peu à peu été substitué. Cette appellation aurait été utilisée pour la première fois en 1939 par David O. Selznick, pour distinguer le travail sans précédent de William Cameron Menzies sur Autant en emporte le vent.
Selon Michael Rizzo, si les termes art director et production designer sont souvent employés indifféremment dans le langage courant, les fonctions ne sont ni synonymes, ni interchangeables. La qualification de production designer au générique dépend de l'Art Directors Guild, le syndicat professionnel des directeurs artistiques. Le production designer « partage le même niveau hiérarchique que le réalisateur et le directeur de la photo » ; « force séminale, créatrice du département artistique », il est « responsable de l'aspect visuel d'un film à travers la conception et la construction des décors [ainsi que le choix et l'adaptation des décors naturels] ».

#### Dans le système français
Dans le système français où le responsable des décors ne supervise que très rarement les costumes, la fonction de directeur artistique est quasiment absente des génériques, la hiérarchie étant généralement celle-ci : chef décorateur, décorateur, assistant décorateur, ensemblier, régisseur d’extérieurs, etc. Si la fonction est référencée dans la liste des fonctions du Pôle emploi, le CNC n'a, quant à lui, de carte professionnelle que pour le chef décorateur et le premier assistant décorateur.
Concernant le doublage, le directeur artistique choisit la distribution vocale, puis supervise le jeu des comédiens et le synchronisme lors de l'enregistrement de la version doublée.

### Art contemporain
Dans le domaine de la création contemporaine, la mission d'un directeur artistique couvre plusieurs aspects liés au commissariat de l'événement, de la phase de conception (relation avec les artistes, expertise, etc.) à celle de mise en œuvre (production, suivi technique et logistique) du projet culturel.
Internet a vu émerger une nouvelle génération de directeurs artistiques spécialisés dans la création numérique et ses spécificités en webdesign et ergonomie web.

## Communication et marketing

### Édition
Dans le secteur de la presse et de l'édition, le directeur artistique est chargé de superviser l'aspect visuel d'une publication ou d'une collection de livres. Il est en relation étroite avec les maquettistes et les graphistes.
Dans le secteur de la publicité et de la communication en général, il constitue avec le concepteur-rédacteur le maillon clef de la création. Employé dans une agence de publicité ou travailleur indépendant (« pigiste » ou « freelance »), il est l'interface entre le client, qui formule une demande de communication, et les exécutants (infographistes, sérigraveurs, etc.) qui vont effectuer le produit final.

### Publicité
Le directeur artistique (ou DA) forme avec son alter-ego, le concepteur-rédacteur (ou CR) : le « duo créatif ». Il travaille le plus souvent en agence de publicité ou en indépendant. Là où le CR est responsable des mots et de la scénarisation d'une publicité ou d'un print, le DA s'occupe de l'aspect visuel et de la mise en scène. Pour tout ce qui appartient au domaine de l'audio-visuel (publicités télévisées), ses missions seront identiques au paragraphe sur le cinéma (voir plus haut). En revanche, concernant les prints, ses domaines d'actions toucheront aux : montages photos, typographie, etc. Généralement, les directeurs artistiques maîtrisent parfaitement les logiciels PAO.